# Buńczuczny
Buńczuczny – chorąży, który niósł przed hetmanem buńczuk jako oznakę władzy. W armii polskiej używano buńczuków najczęściej podczas wypraw przeciwko Tatarom i Turkom. Przed hetmanem wielkim niesiono buńczuk dwuogonowy, przed hetmanem polnym – jednoogonowy. Szczególnie upodobał sobie buńczuki Jan III Sobieski, który bez nich nie ruszał w pole. Buńczuczny był też chorążym hetmana Kozaków zaporskich.